# Robert Hunke

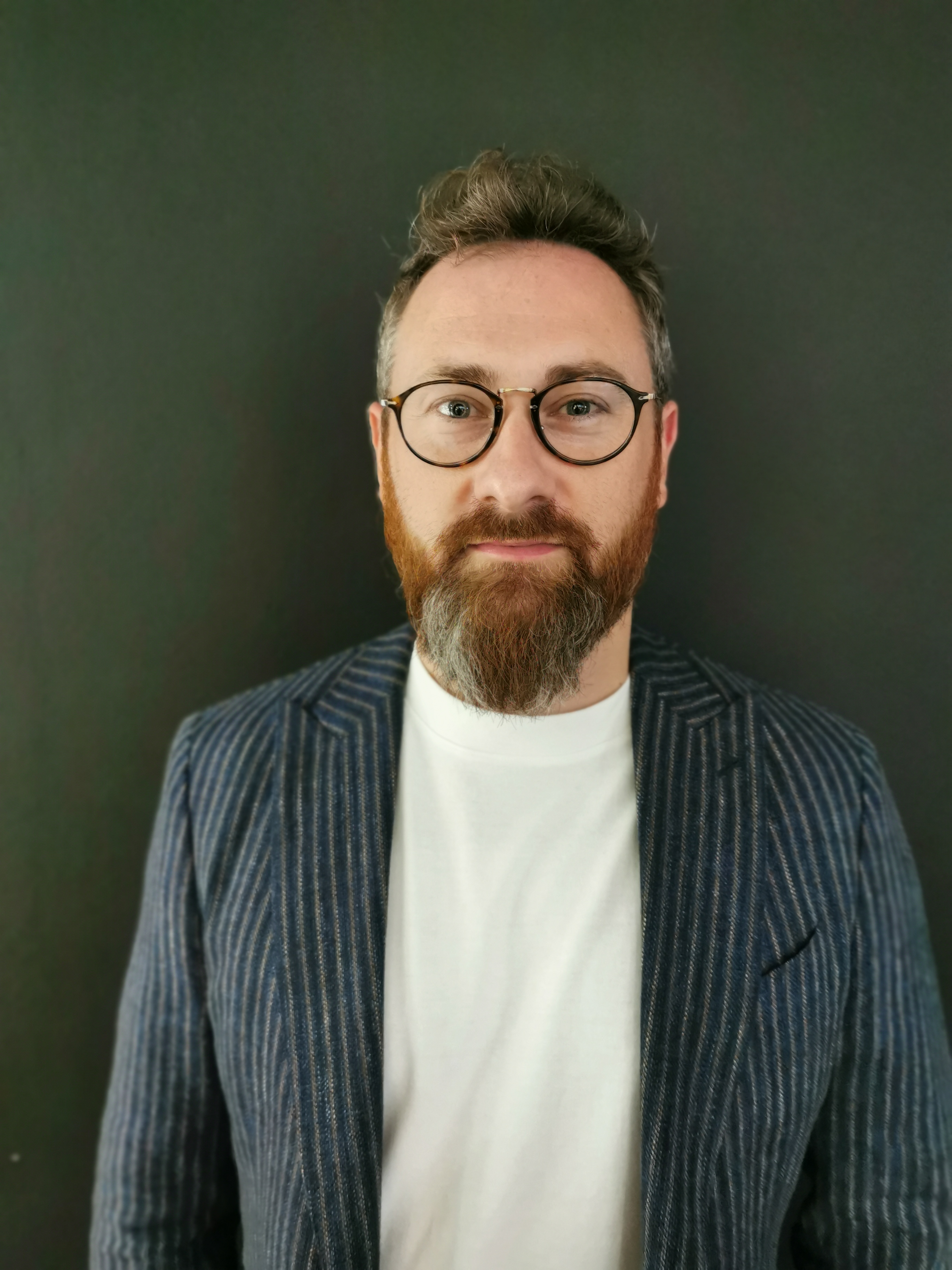
Robert Hunke (2021)

Robert „Robby“ Hunke (* 12. September 1983 in Aachen) ist ein deutscher Sportreporter, Fußballkommentator, Filmemacher und Sprecher.

## Werdegang
Robert Hunke wuchs als Sohn einer Modedesignerin und eines Diplom-Ingenieurs zunächst in Indonesien und später im Bergischen Land auf, wo er beim TuS Untereschbach die komplette Fußball-Jugendabteilung durchlief. Sein Abitur machte er 2003 in Köln. Von 2005 bis 2010 studierte er „Sport und Kommunikation“ an der DSHS Köln und schloss mit Diplom ab. Er unterrichtet dort in loser Reihenfolge als Dozent für „Praxis im Sportfernsehen“ (Stand 2020). Während seines Studiums gründete er 2007 sein eigenes Online-Sportradio fangeist.de, für das er als Koordinator und Kommentator von Fußballspielen im Einsatz war.
2008 arbeitete Hunke als Sportreporter für Radio Wuppertal 107,4 und als Bundesliga-Livekommentator für das erste deutsche Fußballradio 90elf. Von 2009 bis 2011 kommentierte und moderierte er außerdem für 100’5 Das Hitradio. Noch während seines Studiums wechselte er 2010 in die Sportredaktion des WDR Fernsehen.
Von 2011 bis 2021 gehörte Robert Hunke zum Kommentatorenteam der „Sportschau“. Dort war er häufig als Kommentator der englischen Premier League im Einsatz. Daneben war er für den WDR regelmäßig für sportpolitische Hintergrundberichterstattung im Ausland. 2015 gewann er für einen Beitrag über die Kanupolo-EM den Fernsehpreis des Verbandes der deutschen Sportjournalisten. Er arbeitete weiterhin bimedial, berichtete für WDR 2 und den Deutschlandfunk in Features über Hintergründe im Sport.
Für die ARD war Hunke unter anderem bei der Euro 2016 als Story-Macher tätig und kommentierte 2017 das Beachvolleyball-WM-Finale aus Wien. Für „Telekom Sport“ kommentiert er regelmäßig live Fußball. Seit 2017 kommentiert er für DAZN internationale Topspiele.
Im Januar 2018 gab Eurosport die Verpflichtung Hunkes bekannt. Für den Münchner Sender kommentierte er bei den Olympischen Spielen das Eishockeyturnier und ist außerdem als Live-Kommentator der Bundesliga-Spiele sowie des englischen FA Cups an Bord. Seit 2018 ist er auch als Fußball- und Eishockey-Kommentator für den Schweizer Pay-TV-Sender Teleclub aktiv.
Im Rahmen der Corona-Pandemie kommentiert Hunke Alltagssituationen unter dem Hashtag #KommentatorInQuarantäne.
Im August 2021 gab RTL die Verpflichtung Hunkes als Moderator bekannt. Im Dezember 2021 kommentierte Hunke den Eligella Xmas Cup, welcher als größtes Offline-Event in die FIFA-ESports-Historie einging.